# Улу-Теляк (станция)
Улу́-Теля́к — железнодорожная станция Башкирского региона Куйбышевской железной дороги, на линии Уфа - Кропачёво.  Находится в одноимённом селе Иглинского района Республики Башкортостан.
Выполняет операции приёма и выдачи:
- Продажа пассажирских билетов.
- Приём, выдача багажа[2]

Запрещается приём и выдача легковоспламеняющихся грузов.

## История
Известна после трагедии 3 июня 1989 года.